# Mercedes García-Arenal
Mercedes García-Arenal Rodríguez (Madrid, 1950) es una arabista, historiadora de la religión e investigadora española. Está adscrita al Instituto de Lenguas y Culturas del Mediterráneo y Oriente Próximo del Centro de Ciencias Humanas y Sociales del Consejo Superior de Investigaciones Científicas de España. En el año 2020 recibe el Premio Nacional de Investigación Ramón Menéndez Pidal en el área de Humanidades.

## Biografía
Licenciada en filología semítica en 1972 por la Universidad Complutense de Madrid, se doctoró en esta misma universidad en 1977 con una tesis titulada Los moriscos en los distritos de la Inquisición de Cuenca dirigida por Elías Terés.
Tras su doctorado, fue becaria postdoctoral en el Escuela de Estudios Orientales y Africanos de Londres, investigadora invitada en el Institute for Advanced Study de Princeton (Nueva Jersey) y el EHESS de París y profesora invitada en la Universidad Mohamed V de Rabat.
En 2018, un proyecto investigador coordinado por ella dedicado a investigar la difusión y el papel del Corán en la cultura religiosa europea recibió 10 millones de euros de fondos por parte del Consejo Europeo de Investigación.
En 2019 recibió el Premio Nacional de Investigación Ramón Menéndez Pidal de Humanidades, por sus estudios sobre minorías religiosas en la Edad Moderna de la península ibérica y el Mediterráneo.

## Publicaciones
- La relación del origen y suceso de los Xarifes y de los Reinos de Marruecos, Fez y Tarudante, libro referente al Norte de África en el siglo XVI, cuya fuente aloja el conocimiento de Marruecos en ese siglo. ISBN :978-84-323-0384-5
- Inquisición y moriscos. Los procesos del Tribunal de Cuenca. ISBN 978-84-323-0307-4
- Los Plomos del Sacromonte. Servicio de publicaciones de la Universidad de Valencia (2015).

## Artículos relevantes
- «'Un reconfort pour ceux qui sont dans l'attente'. Prophétie et millénarisme dans la péninsule Ibérique et au Maghreb (XVI-XVII siècles)», Revue de l'Histoire des Religions, 220(4)  (2003): 445-486
- Con F. Rodríguez Mediano, «Jerónimo Román de la Higuera and the Lead Books of the Sacromonte». En: Kevin Ingram (ed.), The Conversos and Moriscos in Late Medieval Spain and Beyond, Leiden, Brill, 2009, 243-268
- «The religious identity of the Arabic Language and the affair of the Lead Books of Granada»”, Arabica, 56 (2009), 495-528.
- «Religious Dissent and Minorities: The Morisco Age», Journal of Modern History, 81 (diciembre de 2009), 888-920.
- «A Catholic Muslim Prophet: Agustín de Ribera, the Boy ‘Who Saw Angels’». Common Knowledge 18(2) (2012): 267-291
- «Conversion to Islam: From the ‘Age of Conversions’ to the ‘Millet System’». En: Maribel Fierro (ed.) New Cambridge History of Islam: The Western Islamic World. Vol. 2
- «Shurafa in the Last Times of al-Andalus and in the Morisco Period». En: Morimoto Kazuo (ed.), Sayyids and Sharifs in Muslim Societies: The Living Links to the Prophet. Londres, Palgrave-Macmillan (2012), 161-185
- K.Starczewska, «“The Law of Abraham the Catholic”: Juan Gabriel as Qur’ an translator for Martín de Figuerola and Egidio da Viterbo». Al-Qantara, 35(2914): 409-459